# José Loiola
José Geraldo Loiola Júnior, né le 28 mars 1970 à Vitória (Espírito Santo, Brésil), est un ancien joueur de volley-ball (Poste de prédilection : intérieur) et un ancien joueur de beach-volley brésilien.
Il a été l'un des joueurs les plus spectaculaires du monde, et a joué l'édition des Jeux Olympiques d'été 2000.
Il vit actuellement aux États-Unis, où il a joué la plupart de sa carrière en beach-volley.

## Carrière
Il a été champion du monde de beach-volley en 1999 avec son compatriote Emanuel Rego, qui est toujours en activité malgré ses 40 ans.
En 2003, il a fait équipe avec Fábio Luiz mais n'a obtenu pour meilleur résultat qu'une neuvième place à Espinho, lors de l'Open du Portugal.
Le duo a joué sa dernière compétition au Tournoi du Grand Chelem en Autriche, terminant à une décevante vingt-cinquième place.
Après avoir subi trois interventions chirurgicales sur la hanche, Loiola a décidé d'arrêter sa carrière professionnelle.Il réside actuellement aux États-Unis, où il a fondé un centre de formation.

## Palmarès
- Championnats du monde de beach volley
  -  Médaille d'or en 1999 à Marseille avec Emanuel Rego
  -  Médaille d'argent en 2001 à Klagenfurt avec Ricardo Santos